# Myra Lee
Myra Lee è il secondo album della cantautrice statunitense Chan Marshall, meglio nota con lo pseudonimo di Cat Power.

## Realizzazione
Pubblicato il 2 marzo del 1996, dall'etichetta indipendente Smells Like Records, il disco venne registrato da Edward Douglas, nel dicembre del 1994, in un piccolo studio attrezzato in uno scantinato dalle parti di Mott Street a New York con l'apporto di Steve Shelley dei Sonic Youth alla batteria e Tim Foljahn dei Two Dollar Guitar alla chitarra. In quelle stesse session vennero registrate anche le tracce del precedente disco Dear Sir della musicista americana.
Tutte le tracce, con la sola eccezione del brano Still in Love, composto dal cantautore Hank Williams, vennero scritte dalla stessa Cat Power che, per il titolo dell'album, decise di rendere omaggio alla propria madre intitolando il disco con il suo nome.

## Tracce
1. Enough – 5:42
2. We All Die – 5:01
3. Great Expectations – 4:19
4. Top Expert – 3:18
5. Ice Water – 3:39
6. Still In Love – 3:29 (Hank Williams)
7. Rockets – 4:42
8. Faces – 5:00
9. Fiance – 0:31
10. Wealthy Man – 5:08
11. Not What You Want – 5:30

## Musicisti
- Cat Power - voce, chitarra
- Tim Foljahn - chitarra
- Steve Shelley - batteria, percussioni